# Faldón (arquitectura)
En las cubiertas de los edificios con cuatro vertientes se llama faldón a cada uno de los dos que caen sobre las paredes testeras. El faldón forma un triángulo cuya base es el largo de la pared testera, los lados las dos líneas tesas y su vértice está donde estas se juntan en el caballete.
En las chimeneas es la que forma su boca, a saber, los dos lienzos y el dintel. 